# 輸液ポンプ

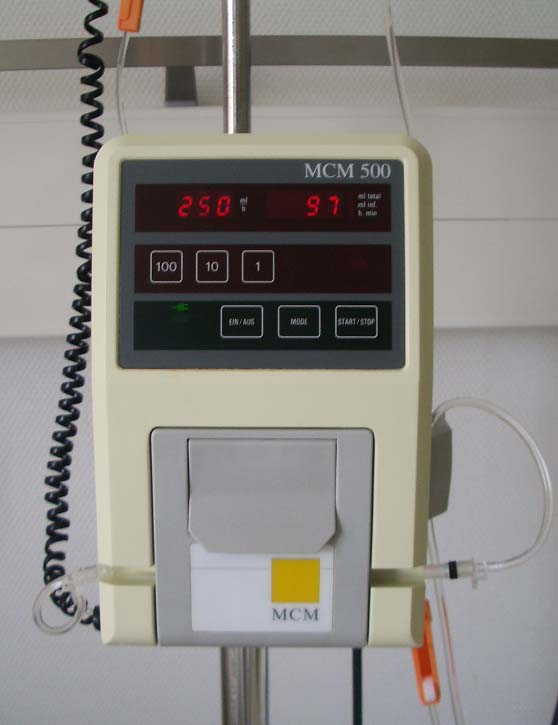
輸液ポンプ

輸液ポンプ（ゆえきポンプ、Infusion pump）は、点滴静脈注射を施行する際に利便性と安全性を高めるために使用される医療機器である。

## 原理
弾力が高く自己拡張性のある輸液チューブを使用し、これを機械に挟み込んでローラーで押すことによって、あらかじめ設定された量を輸注する。輸注速度及び輸注予定量を設定することができる。

## 安全措置
- 電源が入った状態で運転が開始されないと、Offアラームが鳴る。
- チューブの反射率を絶えず測定し、空気が入った場合は液切れアラームが鳴る機種もある。

※その他にも、色んな措置が備え付けられている。

## 注意点
- 高圧アラームが鳴った際はチューブ内に高圧で薬液が充満している。そのまま閉塞を解除すると薬液が一気に体内に流れ込むため、本法をカテコールアミンや注射用血圧降下薬に用いている場合はまずチューブを開放して減圧する必要がある。
- 電源が切られていれば、Offアラームは鳴らない。循環作動薬などを短時間だけ止める場合は、電源を切らずに一時停止すべきである。
- 多くの機種は3～4kg程度の重量があり、点滴スタンドが転倒しないよう措置を取らなければならない。
- チューブの弾力は2～3日程度の使用ではあまり低下しないが、ローラーの当たる位置は適宜変えることが望ましい。
- 輸液チューブ全体の抵抗（ベルヌーイの定理）や薬液の粘性抵抗により、輸注量に誤差が生じる。より正確な量での輸注を求める場合は、シリンジポンプの使用が望ましい。